# باو
باوْ (درگذشتهٔ ۶۰ ق / ۶۸۰ م) پسر شاپور و نوادهٔ کاووس، بنیانگذار دودمان باوندیان شاخهٔ کیوسیان است که در تپورستان فرمانروایی می‌کردند.

## معرفی
نخستین بار، پدربزرگ باو یعنی کیوس از سوی کواد یکم به فرمانروایی تبرستان رسید ولی زمانیکه کواد یکم درگذشت و پسرش انوشیروان به تخت نشست، شاه جدید برادر خود کیوس را (که تاج‌وتخت را از آن خود می‌دانست) از میان بردا‌شت و «کارن» را به فرمانروایی تبرستان گمارد. ولی پس از روی کار آمدن ۴ پادشاه یعنی در زمان شاهیِ خسرو پرویز خاندان کیوس دوباره مورد توجه قرار گرفت بدین ترتیب که باو در رکاب خسرو پرویز، چند بار به پیکار رفت و از توجه شاه برخوردار شد و به فرمانروایی تبرستان و آذربایجان گماشته شد. 
چون شیرویه بر تخت نشست، باو را به استخر تبعید کرد. وی در آتشکده آن سامان گوشه عزلت گزید تا آن که آزرمیدخت او را به سپهسالاری برگزید. اما باوْ نپذیرفت تا نوبت به یزدگرد رسید و باو، این بار به درخواست شاه نزد وی رفت. پس از شکست سپاه ایران از اعراب، باو در راه خراسان از یزدگرد اجازه گرفت که به تبرستان رود و پس از زیارت آتشکده کوسان، در گرگان به وی بپیوندد . باوْ در آنجا خبر قتل یزدگرد را شنید و سر بتراشید و در آتشکده مقام گرفت. بعید نیست که همین معنی باعث شده باشد تا برخی، نیاکان آل‌باوند را از موبدان بدانند. 
باو چندی بعد به درخواست مردم از حملات ترکان به تنگ آمده بودند، با این شرط که «مردان ولایت و زنان به بندگی او را خط دهند» بیرون آمد و با بسیج سپاه توانست مهاجمان را از آن سامان براند و دولتی محلی بنیانگذاری کند. وی پس از پانزده سال حکومت، سرانجام به دست «ولاش» (استاندار تبرستان از سوی یزدگرد) که فرمانروایی را از آن خود می‌دانست کشته شد و ولاش بر جای او نشست.

## منبع
- دانشنامهٔ رشد

1. ↑  ابن اسفندیار، تاریخ طبرستان، ص ۱۵۴
2. ↑  مادلونگ ۱۷۴، ایرانیکا
3. ↑  ابن اسفندیار، تاریخ طبرستان، صص ۱۵۴ و ۱۵۶